# Dolichoneura
Dolichoneura là một chi bướm đêm thuộc họ Geometridae.

## Các loài
- Dolichoneura albidentata Warren, 1894
- Dolichoneura innotata Warren, 1894